# سی و یکمین دوره کتاب سال جمهوری اسلامی ایران
مراسم سی و یکمین دوره کتاب سال جمهوری اسلامی ایران در بهمن ۱۳۹۲ در تهران برگزار شد.

## برگزیدگان
| بخش          | شاخه         | عنوان کتاب                                                                           | پدیدآورنده(ها) | ناشر                                            |
| ------------ | ------------ | ------------------------------------------------------------------------------------ | --- | ----------------------------------------------- |
| فلسفه        | فلسفه اسلامی | التعلیقات                                                                            | ابوعلی حسین بن عبدالله ابن سینا تصحیح: سیدحسین موسویان                                                                        | مؤسسه پژوهشی حکمت و فلسفه ایران                 |
| علوم خالص    | زیست‌شناسی    | شناخت گیاهان دارویی و معطر ایران (مشترک)                                             | ولی‌الله مظفریان | فرهنگ معاصر                                     |
| علوم خالص    | زیست‌شناسی    | فلور ایران تیره نعناع (مشترک)                                                        | زیبا جم‌زاد | مؤسسه تحقیقات جنگل‌ها و مراتع کشور               |
| علوم کاربردی | علوم پزشکی   | کتاب دیسقوریدس: مبانی پزشکی و کاربرد داروهای گیاهی، جانوری، معدنی و زهرشناسی (مشترک) | تألیف: دیسقوریدس پدانیوس آنازاریی ترجمه عربی: مهران بن منصور بن مهران ترجمه فارسی: سید محمود طباطبایی                         | دانشگاه علوم پزشکی و خدمات بهداشتی درمانی تهران |
| علوم کاربردی | علوم پزشکی   | اصول نوین در پروتزهای دندانی ثابت (مشترک)                                            | تألیف: استیون اف، روزنستیل، مارتین اف، لند جونهی فوجیموتو، مترجمان: آزیتا مظاهری تهرانی، کاوه سیدان، مهران نوربخش و آرش زربخش | شایان نمودار                                    |